# Копрофагія

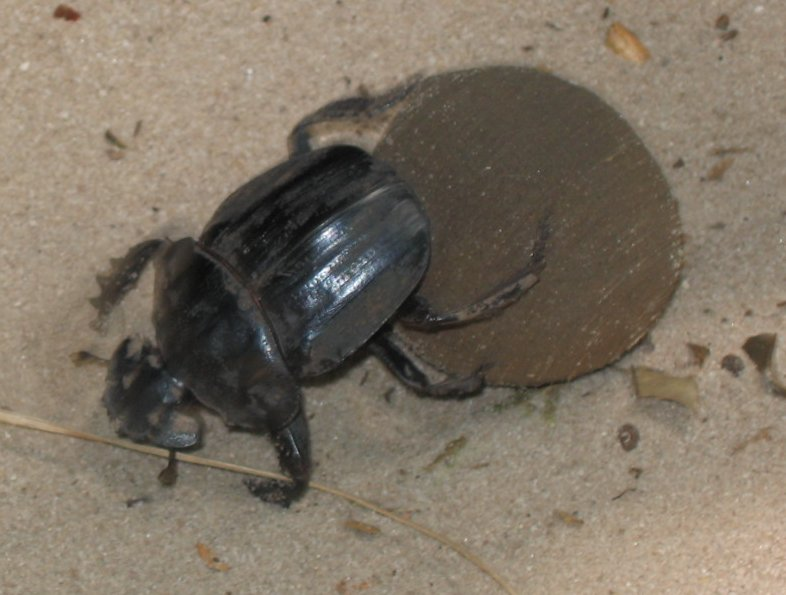
Гнійний жук зі шматочком гною

 Копрофагія  (грец. κόπρος — «гній, фекалії» і φαγεῖν — «їсти») — поїдання власних або чужих екскрементів, що дозволяє здобувати необхідну кількість протеїнів та розщепленої клітковини. Копрофагія у багатьох рослиноїдних тварин є ключовою особливістю живлення, пов'язаною з явищем «зовнішнього рубця».

## Копрофагія у тварин
Копрофаги (грец. -φάγος — «той, що пожирає») — тварини, що живляться екскрементами, головним чином ссавців. Представниками є жуки-гнойовики, личинки двокрилих (кімнатної мухи, тахінід), дощові черви, енхітреїди, кліщі-орибатіди тощо. У лісовій зоні серед копрофагів переважають гнійні жуки родів Geotrupes, Aphodius та личинки гнійних мух, в степовій зоні — жуки родів Copris, Scarabaeus, Gymnopleurus та ін. Іноді спостерігається спеціалізація жуків до споживання екскрементів певних видів тварин, наприклад Aphodius fossor, Onthophagus taurus живляться коров'ячими фекаліями. Копрофаги прискорюють розклад органічних залишків та сприяють гуміфікації ґрунту, підвищуючи його родючість.
Копрофагія часто спостерігається у тварин, нерідко можна спостерігати її у собак, у віваріях — у мишей та щурів. Часто це явище пояснюється нестачею в організмі тварин будь-яких мікроелементів і вітамінів. Є спостереження за осиротілими шимпанзе в Національному парку Конго, які поїдали екскременти, що містять насіння Dialium, оскільки тільки після виділення з організму їх можна було розжувати та проковтнути.
У той же час серед дитинчат рослиноїдних ссавців в період переходу з молочною на природну дієту спостерігається поїдання свіжих екскрементів дорослих особин (молоді слоненята навіть засовують хобот в анус матері). Біологічне значення даного явища полягає в придбанні молодняком мікрофлори кишечника, необхідної для розщеплення целюлози клітинних стінок рослин.

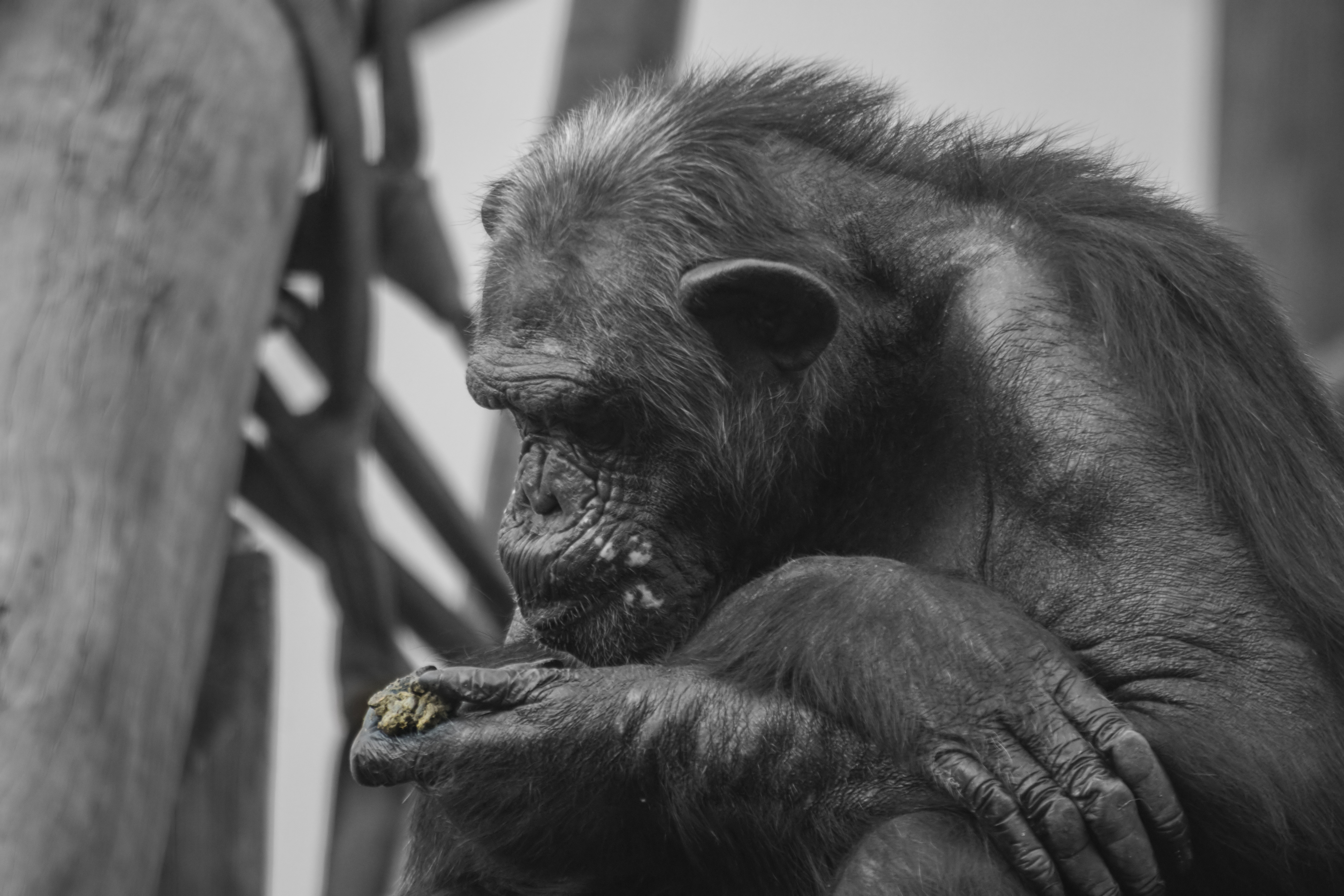
Шимпанзе карликовий годується на власних екскрементах

До тварин, що поїдають свої власні екскременти — автокопрофагів — відносяться морські свинки, шиншили, зайці та кролики. Їхній травний тракт часто не в змозі з першого разу ефективно переварити рослинну їжу. При цьому високомолекулярні речовини (геміцелюлоза) не всмоктується стінками кишечника при першому проходженні, такі поживні речовини стають доступними після тривалої обробки мікрофлорою кишечника. Тварини мають можливість підвищити корисну дію їжі, заново поїдаючи напівперетравлені рослини.

## Копрофагія у людей
Копрофагія у людей (якщо вона не має характеру сексуального фетишизму) може бути пов'язана з серйозними проблемами психіки, аутоагресивною поведінкою за типом компульсивних дій, деменцією з розвитком булімії, енцефалопатією внаслідок токсичних впливів, наприклад, алкоголю, або перенесеної черепно-мозкової травми, а також з дефіцитом заліза у немовлят. Поїдання калу, хоча б одноразово, широко поширене у немовлят, як правило як експериментальна дія.

### Терапія
У людини — сексуальна девіація, при якій смаковим фетишем служить смак калу.
Хворим в даному випадку повинна надаватися психотерапевтична допомога за підтримки антидепресантів і нейролептиків.
Копрофагія, що має характер сексуального фетишизму, є однією з форм копрофілії. Поїдання або примушування до поїдання калу може бути одним з елементів БДСМ.

### У мистецтві
- У фільмі класика італійського кінематографа П'єра Паоло Пазоліні «Сало: 120 днів Содому» (1976) є докладні сцени копрофагії.
- У стрічці радикального андерграундного режисера і художника Світлани Басковой «Зелений слоник» (1999) один з героїв, офіцер, що сидить на гауптвахті, поїдає власний кал і намагається згодувати його своєму сусіду по камері.
- Поїдання дитячого калу — важлива частина побуту радянських громадян в романі Володимира Сорокіна «Норма» про епоху брежнєвського застою. Очевидно, в даному випадку копрофагія служить метафорою.
- Згадується копрофагія й у Маркіза де Сада в романі «Філософія в будуарі».

### У кулінарії
Деякі дорогі сорти кави отримують із зерен, що пройшли переробку в травній системі тварин і птахів. Так, наприклад, на Філіппінах живе ссавець пальмова цивета. Живиться вона, в числі іншого, солодкими червоними кавовими ягодами. М'якоть ягід перетравлюється в шлунку, а більш тверді зерна ферментують, і саме завдяки цьому кави сорту «Копі Лювак», що одержують з її екскрементів, набуває свого особливого, на думку поціновувачів, смаку та аромату.